# Frithiof Strandell

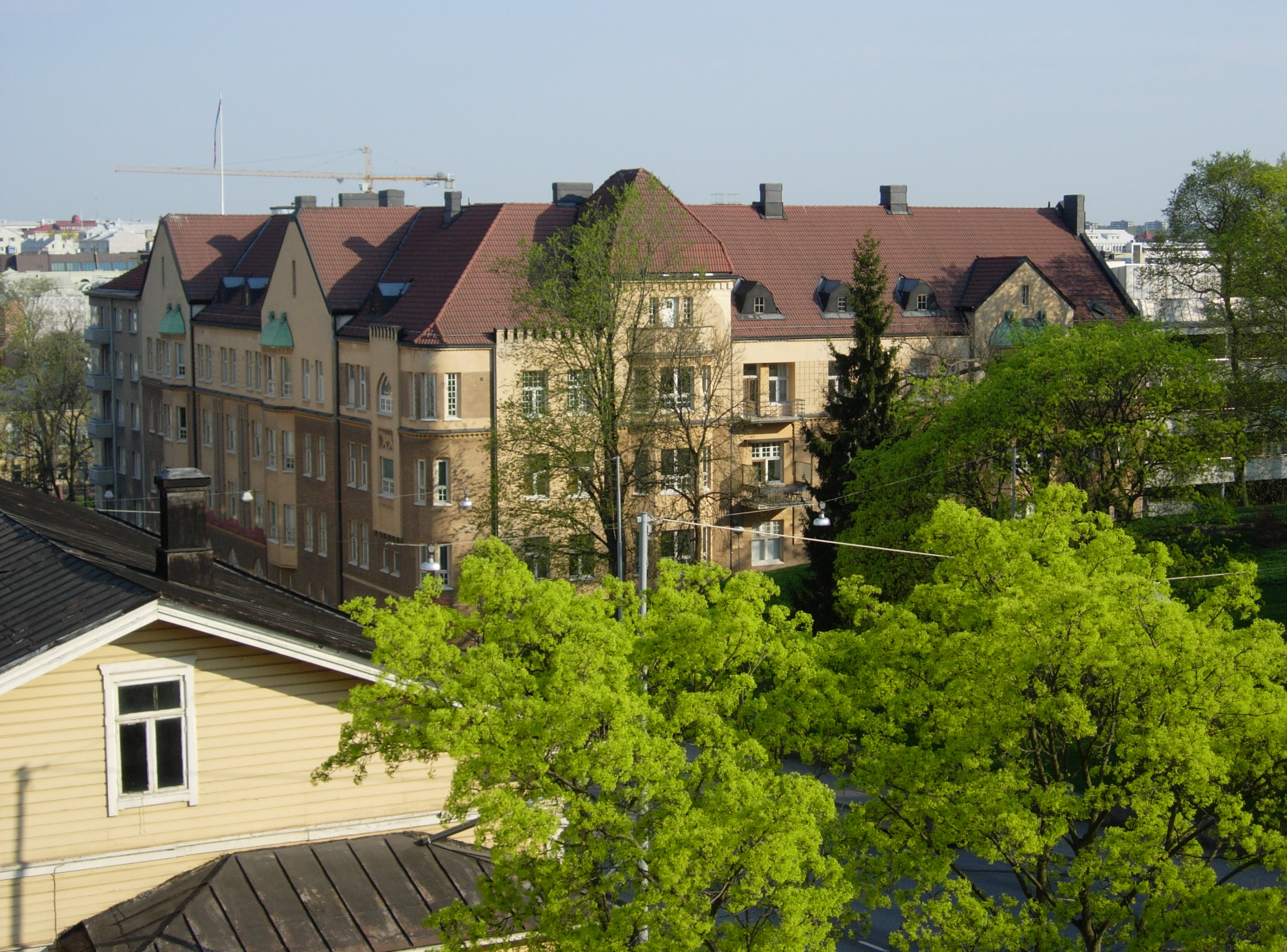
Bostadshuset Pantern.

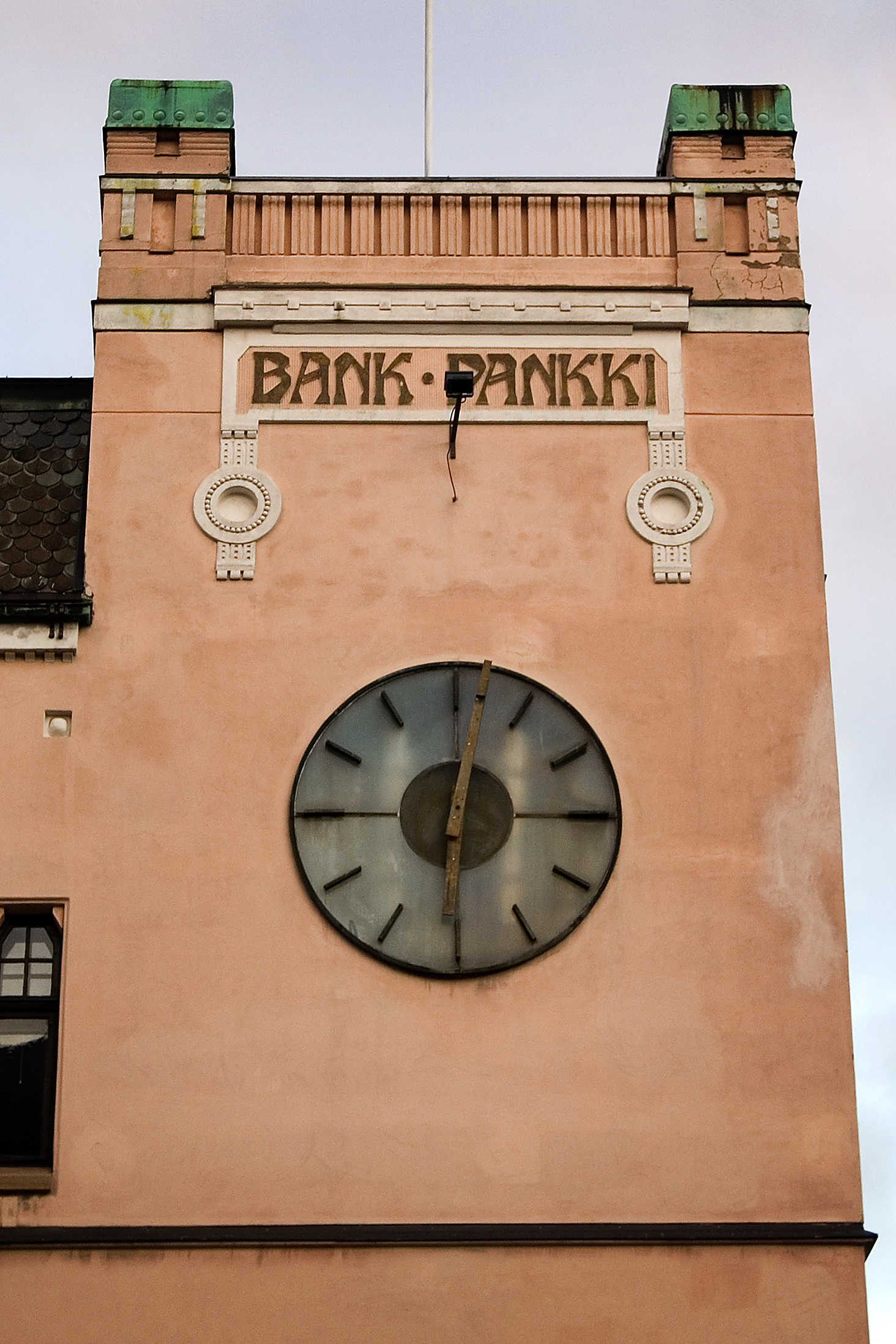
Hörntornet på Åbo Aktiebank

Frithiof Strandell, född 1865, död 1925, var en finländsk arkitekt. Strandell ritade flera byggnader i jugendstil i Åbo.

## Byggnader ritade av Strandell
- Försäkringsbolaget Veritas hus Verdandi vid Auragatan och Slottsgatan (1897–1898)
- Bostadshuset Hjorten (1904)
- Bostadshuset Auragatan 20 (1904)
- Betelkyrkan (1906)
- Åbo Aktiebanks hus vid Auragatan och Slottsgatan
- Bostadshuset Pantern (1909–1910)
- En del av bostadshuset Kaskenlinna
- Prima i hörnet av Universitetsgatan och Auragatan
- Albatross vid Puolalaparken 4